# Soini-Schlankbeutelratte
Die Soini-Schlankbeutelratte (Marmosops soinii) ist eine südamerikanische Beuteltierart aus der Gattung der Schlankbeutelratten. Sie wurde erst Mitte 2019 beschrieben und nach dem finnischen Biologen Pekka Soini (1941–2004) benannt, der über viele Jahre die Fauna des nordöstlichen Peru erforscht hat. Die Art ist bisher nur aus dem Gebiet zwischen den Flüssen Rio Javari und Río Ucayali im nordöstlichen Peru bekannt.

## Merkmale
Männchen der Soini-Schlankbeutelratte erreichen eine Kopfrumpflänge von 11,7 bis 13,6 cm, haben einen 17,7 bis 18,6 cm langen Schwanz, 18 bis 20 mm lange Hinterfüße, 21 bis 24 mm lange Ohren und erreichen ein Gewicht von 33 bis 54 g. Weibchen bleiben mit einer Kopfrumpflänge von 10,6 bis 11,2 cm, einem 14,5 bis 18,6 cm langen Schwanz und einem Gewicht von 33 bis 38 g kleiner. Ihre Hinterfüße erreichen eine Länge von 16 bis 18 mm und die Ohren sind 22 bis 24 mm lang. Das Rückenfell der Tiere ist rötlichbraun, der Bauch ist cremefarben, zwischen Vorder- und Hinterbeinen sind die Seiten des Bauchfells grau. Der sehr lange Schwanz, dessen Länge mehr als 140 % der Kopfrumpflänge beträgt, ist bei den meisten Exemplaren einfarbig dunkel, bei einigen ist die Unterseite etwas heller. Vorder- und Hinterpfoten sind auf der Oberseite mit hellen Haaren bedeckt. Über den Mittelhandknochen und Mittelfußknochen können die Haare auch dunkel sein. Die Weibchen haben 7 oder 9 Zitzen, 3 oder 4 an jeder Seite und eine mittige. Das Scrotum der Männchen ist weiß bzw. unpigmentiert. Von der nah verwandten und morphometrisch sehr ähnlichen Brillen-Schlankbeutelratte (Marmosops ocellatus) kann die Soini-Schlankbeutelratte am ehesten durch das rotbraune, dunklere Fell und den im Verhältnis zur Kopfrumpflänge längeren Schwanz unterschieden werden.

## Lebensraum
Von den 23 für die Erstbeschreibung untersuchten Exemplaren wurden 13 auf Lianen, umgefallenen Bäumen oder anderen erhöhten Plätzen 20 cm bis einen Meter über dem Erdboden gefangen oder geschossen, 5 waren dabei auf dem Erdboden. 15 Tiere wurden in Primärwäldern gefangen oder geschossen, vier in Sekundärwäldern, 3 in ungestörten Sumpfwäldern und eins in einem Haus. Zehn Exemplare wurden in der Nacht gefangen, weitere zehn in der Dämmerung. Über die Ernährung, die Aktivitätsmuster, die Fortpflanzung und das Territorialverhalten der Tiere wurden in der Erstbeschreibung keine Angaben veröffentlicht.

## Belege
1. 1 2 3  Robert S. Voss, David W. Fleck und Sharon A. Jansa: Mammalian Diversity and Matses Ethnomammalogy in Amazonian Peru Part 3: Marsupials (Didelphimorphia) Bulletin of the American Museum of Natural History, 2019(432):1-90. doi:10.1206/0003-0090.432.1.1, Seite 61–68.